# Doddiella dolabella
Doddiella dolabella är en stekelart som beskrevs av Mikhail Vasilievich Kozlov och Lê 1986. Doddiella dolabella ingår i släktet Doddiella och familjen Scelionidae. Inga underarter finns listade i Catalogue of Life.